# Bibio approximatus
Bibio approximatus är en tvåvingeart som beskrevs av Enrico Adelelmo Brunetti 1911. Bibio approximatus ingår i släktet Bibio och familjen hårmyggor. Inga underarter finns listade i Catalogue of Life.